# Midland County (Michigan)
Midland County ist ein County im Bundesstaat Michigan der Vereinigten Staaten. Der Verwaltungssitz (County Seat) ist Midland. Das U.S. Census Bureau hat bei der Volkszählung 2020 eine Einwohnerzahl von 83.494 ermittelt.

## Geographie
Das County liegt östlich des geographischen Zentrums der Unteren Halbinsel von Michigan, ist im Nordosten etwa 35 km vom Lake Huron, einem der 5 großen Seen, entfernt und hat eine Fläche von 1367 Quadratkilometern, wovon 17 Quadratkilometer Wasserfläche sind. Es grenzt im Uhrzeigersinn an folgende Countys: Gladwin County, Bay County, Saginaw County, Gratiot County, Isabella County und Clare County.
Das County wird vom Office of Management and Budget zu statistischen Zwecken als Midland, MI Metropolitan Statistical Area geführt.

## Geschichte
Midland County wurde 1831 aus Teilen des Saginaw County und freiem Territorium gebildet. Benannt wurde es nach seiner Lage nahe dem geographischen Zentrum der Unteren Halbinsel von Michigan.
Zwei Orte im Midland County haben den Status einer National Historic Landmark, das Alden Dow House and Studio und das Herbert H. Dow House. 27 Bauwerke und Stätten des Countys sind insgesamt im National Register of Historic Places eingetragen (Stand 27. Januar 2018).

## Demografische Daten

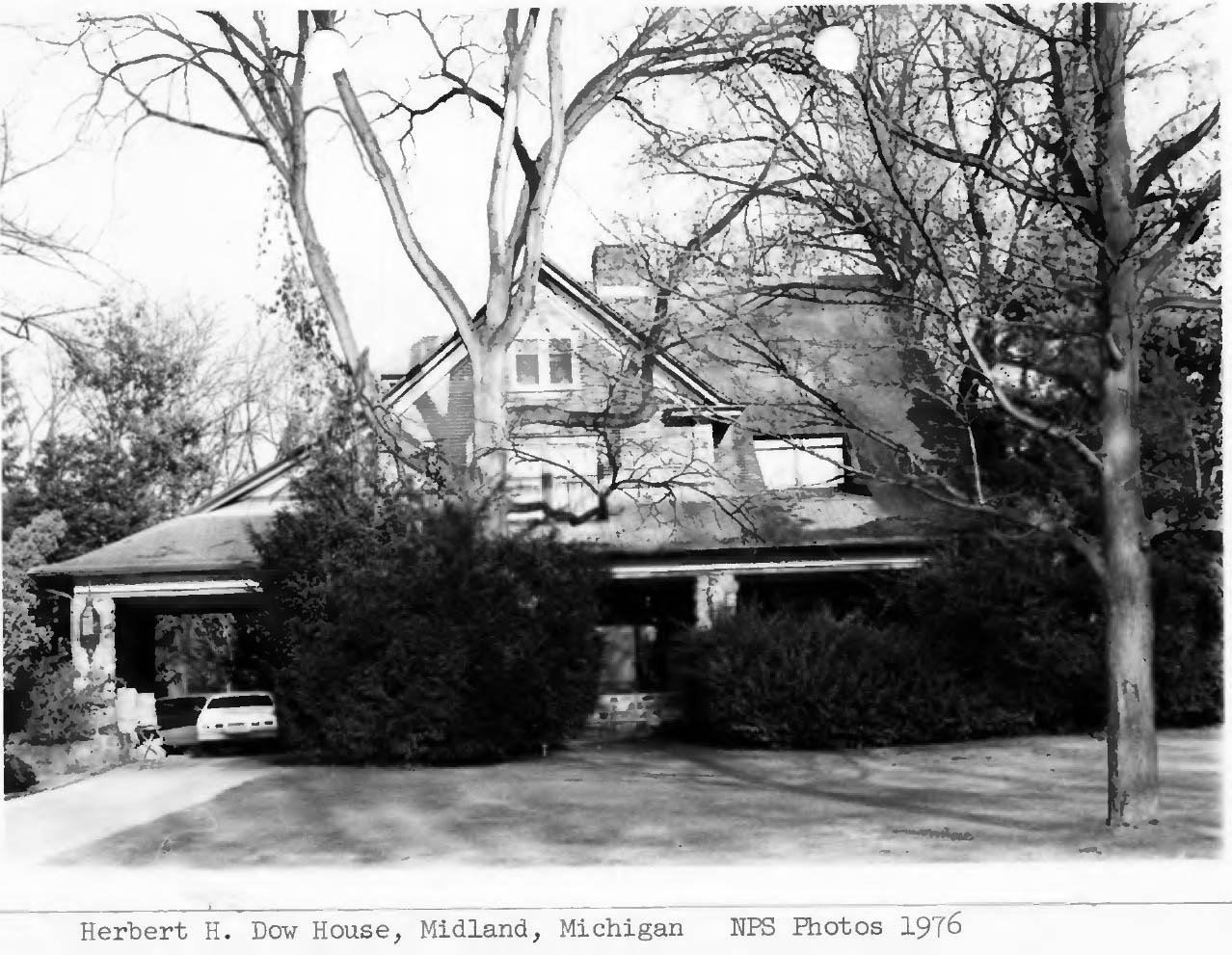
Das Herbert H. Dow House, gelistet im NRHP

Nach der Volkszählung im Jahr 2000 lebten im Midland County 82.874 Menschen in 31.769 Haushalten und 22.683 Familien. Die Bevölkerungsdichte betrug 61 Einwohner pro Quadratkilometer. Ethnisch betrachtet setzte sich die Bevölkerung zusammen aus 95,50 Prozent Weißen, 1,05 Prozent Afroamerikanern, 0,40 Prozent amerikanischen Ureinwohnern, 1,49 Prozent Asiaten, 0,03 Prozent Bewohnern aus dem pazifischen Inselraum und 0,44 Prozent aus anderen ethnischen Gruppen; 1,09 Prozent stammten von zwei oder mehr Ethnien ab. 1,55 Prozent der Bevölkerung waren spanischer oder lateinamerikanischer Abstammung.
Von den 31.769 Haushalten hatten 34,9 Prozent Kinder unter 18 Jahren, die bei ihnen lebten. 60,1 Prozent waren verheiratete, zusammenlebende Paare, 8,1 Prozent waren allein erziehende Mütter und 28,6 Prozent waren keine Familien. 23,5 Prozent waren Singlehaushalte und in 9,0 Prozent lebten Menschen im Alter von 65 Jahren oder darüber. Die Durchschnittshaushaltsgröße betrug 2,56 und die durchschnittliche Familiengröße lag bei 3,04 Personen.
26,9 Prozent der Bevölkerung waren unter 18 Jahre alt. 8,7 Prozent zwischen 18 und 24 Jahre, 29,2 Prozent zwischen 25 und 44 Jahre, 23,2 Prozent zwischen 45 und 64 Jahre und 12,0 Prozent waren 65 Jahre oder älter. Das Durchschnittsalter betrug 36 Jahre. Auf 100 weibliche Personen kamen 96,3 männliche Personen. Auf 100 Frauen im Alter von 18 Jahren und darüber kamen statistisch 93,3 Männer.
Das jährliche Durchschnittseinkommen eines Haushalts betrug 45.674 USD, das Durchschnittseinkommen einer Familie 55.483 USD. Männer hatten ein Durchschnittseinkommen von 45.656 USD, Frauen 27.470 USD. Das Prokopfeinkommen betrug 23.383 USD. 5,7 Prozent der Familien und 8,4 Prozent der Bevölkerung lebten unterhalb der Armutsgrenze.

## Orte im County
- Alamando
- Averill
- Bombay
- Bullock Creek
- Coleman
- Curtis
- Dean
- Dice Corners
- Edenville
- Floyd
- Francis Grove
- Golden
- Gordonville
- Hope
- Laporte
- Larkin
- Lockport
- Mapleton
- Midland
- North Bradley
- Oil City
- Olson
- Pleasant Valley
- Porter
- Poseyville
- Redstone
- Ryan
- Saint Elmo
- Sanford
- Teeterville

Townships
- Edenville Township
- Geneva Township
- Greendale Township
- Homer Township
- Hope Township
- Ingersoll Township
- Jasper Township
- Jerome Township
- Larkin Charter Township
- Lee Township
- Lincoln Township
- Midland Charter Township
- Mills Township
- Mount Haley Township
- Porter Township
- Warren Township